# Paullinia grandifolia
Paullinia grandifolia är en kinesträdsväxtart som beskrevs av George Bentham och Ludwig Radlkofer. Paullinia grandifolia ingår i släktet Paullinia och familjen kinesträdsväxter. Inga underarter finns listade i Catalogue of Life.